# NGC 1241
NGC 1241 je galaksija u zviježđu Eridan.

## Vanjske poveznice
- SEDS: NGC 1241